# Ilang-ilang nan
L'ilang-ilang nan (Desmos chinensis) és una planta de la família de les anonàcies.

## Distribució i hàbitat
Aquesta planta es troba a l'Àsia del sud-est, des del Nepal fins a les Filipines.
Creix als marges dels boscos de les planes, fins a una altura de 600 m. De vegades creix com a planta ruderal a la vora dels camins i als terrenys alterats. Prefereix als llocs lleugerament ombrívols.
Aquesta planta s'utilitza a Bangkok per fer ombra a les voreres del carrer.

## Descripció
És una enfiladissa relativament petita que creix només fins als 400 cm d'alçada si troba un suport adequat. Les plantes de talla normal rarament ultrapassen els 150 cm. Les fulles són fosques, lanceolades i membranoses.
L'ilang-ilang nan produeix flors de color verd groguenc. Floreix tot l'any i les flors donen una fragància suau i molt agradable als matins, però no gens intensa comparada amb l'ilang-ilang veritable.
Els carpels madurs tenen d'un a 7 segments. Són negres i brillants.